# Puy-de-Dôme
Puy-de-Dôme (63) is een Frans departement. De departementshoofdstad of prefectuur is Clermont-Ferrand. Het departement ligt in het Centraal Massief en beschikt over meer dan 80 vulkanische kraters.

## Geschiedenis
Het departement is een van de 83 departementen die werden gecreëerd tijdens de Franse Revolutie, op 4 maart 1790 door uitvoering van de wet van 22 december 1789, uitgaande van een deel van de provincie Auvergne. Het departement omvatte het grootste deel van Basse-Auvergne. 
Oorspronkelijk zou dit departement de naam Mont-d'Or (Goudberg) dragen, maar de afgevaardigde van Clermont-Ferrand, Gaultier de Biauzat, verhinderde dit omdat hij dacht dat deze naam de aandacht van de belastingdienst zou trekken. Er was maandenlang getouwtrek over welke stad de titel van prefectuur zou krijgen: Riom of Clermont-Ferrand. Het departement was oorspronkelijk opgedeeld in acht districten:
- Ambert
- Besse
- Billom
- Clermont-Ferrand
- Issoire
- Montaigu
- Riom
- Thiers

## Geografie

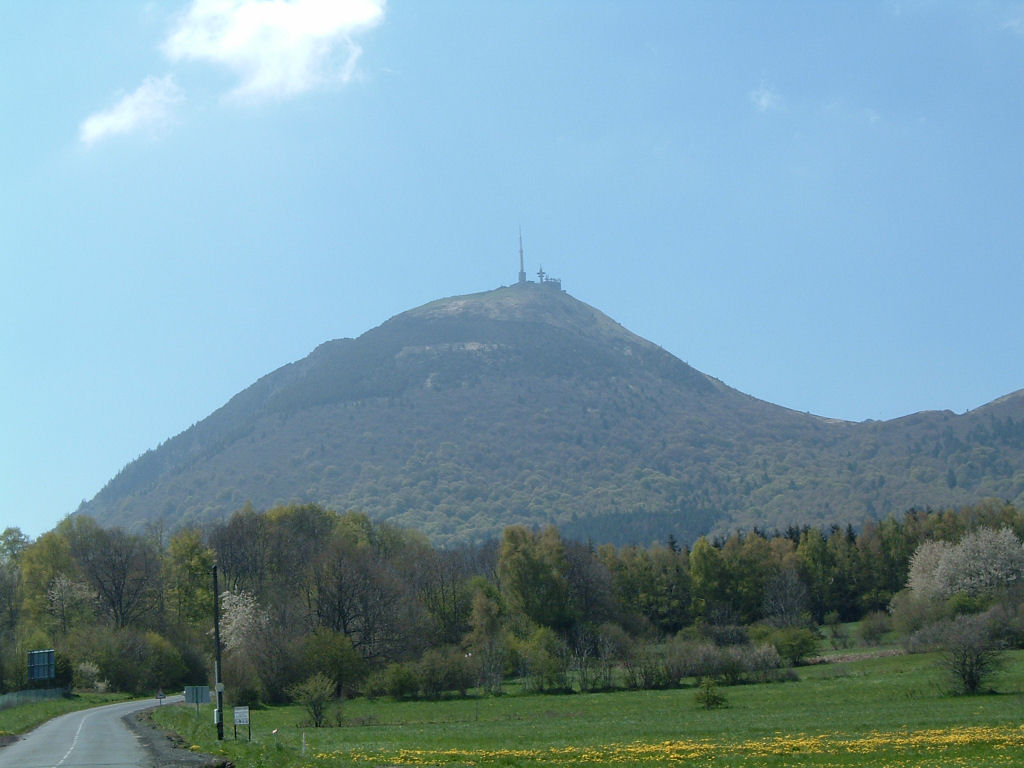
De berg Puy de Dôme

Puy-de-Dôme maakt deel uit van de regio Auvergne. Het wordt begrensd door de departementen Allier, Loire, Haute-Loire, Cantal, Corrèze en Creuse.
In het departement is ten westen van de departementshoofdstad Clermont-Ferrand de Chaîne des Puys gelegen, een verzameling van ongeveer 80 vulkanen die zich uitstrekken over meer dan 45 km op het Plateau des Dômes in het noorden van het Centraal Massief. Bekendste blikvanger van het beschermd gebied is de vulkaan Puy de Dôme. Het gebied werd op de 42e sessie van de Commissie voor het Werelderfgoed op 2 juli 2018 toegevoegd aan de UNESCO werelderfgoedlijst. De Chaîne des Puys maakt deel uit van een groter geheel van vulkanen in de Auvergne, allen onderdeel van het Regionaal Natuurpark van de Vulkanen van de Auvergne.
Het is drie uur van Parijs en een uur van Lyon via de snelwegen A71 en A89. De A75 verbindt het met de Middellandse Zee.
De berg Puy de Dôme is ook bekend als een van de obstakels die de renners in de Tour de France onregelmatig te verwerken krijgen.
Puy-de-Dôme bestaat uit vijf arrondissementen:
- Ambert
- Clermont-Ferrand
- Issoire
- Riom
- Thiers

Puy-de-Dôme bestaat uit 31 kantons:
- Kantons van Puy-de-Dôme

Puy-de-Dôme bestaat uit 470 gemeenten:
- Lijst van gemeenten in het departement Puy-de-Dôme

## Demografie

### Demografische evolutie sinds 1962
| Naam        | Index 1962 | Index 1968 | Index 1975 | Index 1982 | Index 1990 | Index 1999 | Index 2008 | Index 2019 |
| ----------- | ---------- | ---------- | ---------- | ---------- | ---------- | ---------- | ---------- | ---------- |
| Puy-de-Dôme | 100,0      | 107,6      | 114,0      | 116,8      | 117,5      | 118,7      | 123,5      | 130,2      |
| Frankrijk*  | 100,0      | 107,1      | 113,3      | 117,0      | 121,9      | 126,0      | 133,8      | 140,1      |

| Naam        | Inw./Km² 1962 | Inw./km² 1968 | Inw./km² 1975 | Inw./km² 1982 | Inw./km² 1990 | Inw./km² 1999 | Inw./km² 2008 | Inw./km² 2019 |
| ----------- | ------------- | ------------- | ------------- | ------------- | ------------- | ------------- | ------------- | ------------- |
| Puy-de-Dôme | 63,9          | 68,7          | 72,8          | 74,6          | 75,1          | 75,8          | 78,9          | 83,1          |
| Frankrijk*  | 84,2          | 90,1          | 95,4          | 98,5          | 102,7         | 106,1         | 112,7         | 119,7         |

Frankrijk* = exclusief overzeese gebieden
Bron: Recensement Populaire INSEE - 1962 tot 1999 population sans doubles comptes, nadien Population Municipale
Op 1 januari 2022 had Puy-de-Dôme 664.385 inwoners.

### Lijst van de 10 grootste gemeenten in het departement
| #  | Gemeente           | Aantal inwoners (2022) |
| -- | ------------------ | ---------------------- |
| 1  | Clermont-Ferrand   | 147.751                |
| 2  | Cournon-d'Auvergne | 20.020                 |
| 3  | Riom               | 18.680                 |
| 4  | Chamalières        | 17.591                 |
| 5  | Issoire            | 15.078                 |
| 6  | Pont-du-Château    | 12.422                 |
| 7  | Thiers             | 11.686                 |
| 8  | Beaumont           | 10.787                 |
| 9  | Aubière            | 10.273                 |
| 10 | Gerzat             | 10.268                 |

## Afbeeldingen

Gezicht vanaf de Puy de Dôme
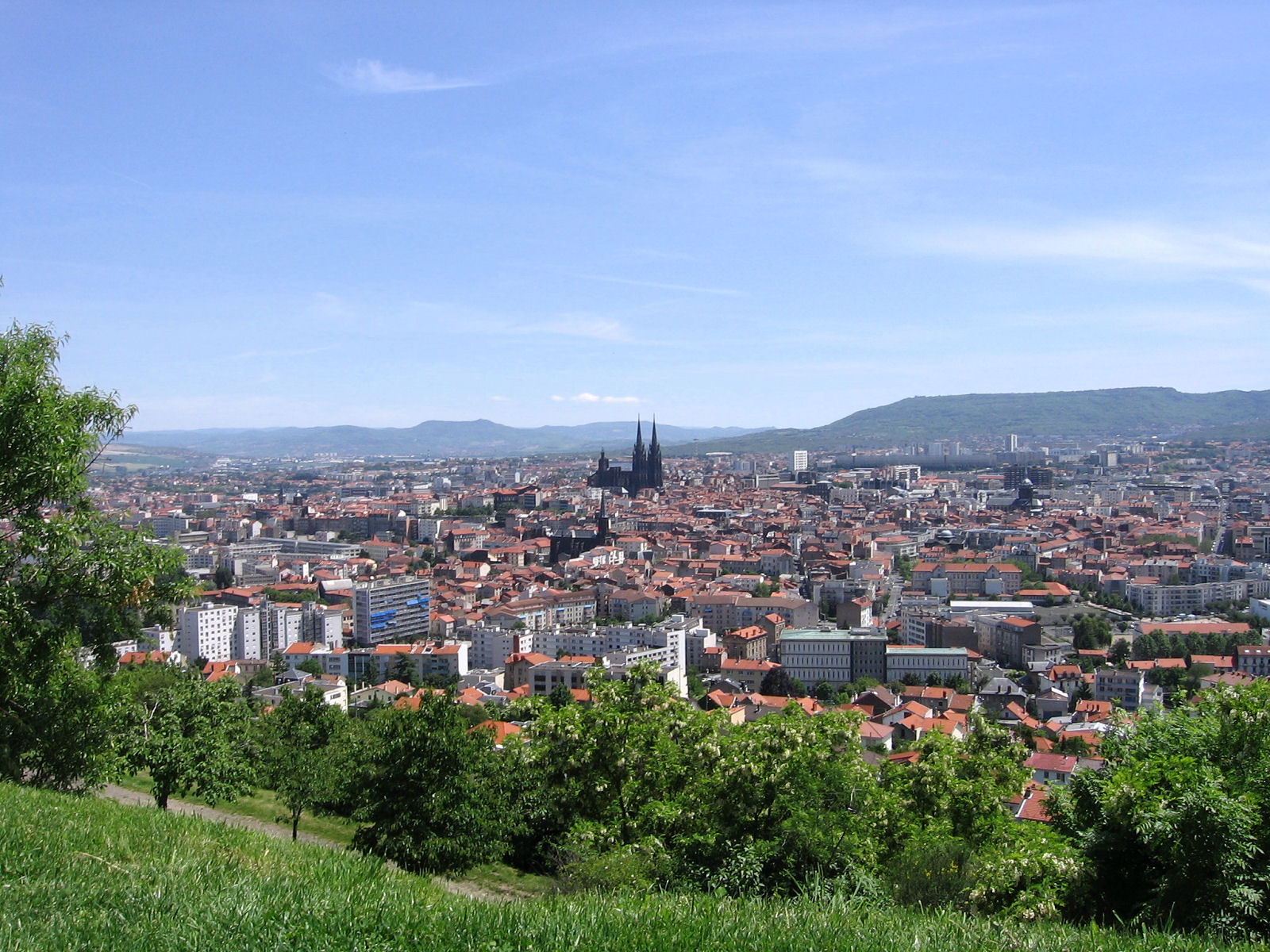
Clermont-Ferrand